# Unleash the Fury
Unleash the Fury är ett musikalbum av gitarristen Yngwie Malmsteen och hans grupp Rising Force, utgivet 2005.
Albumtiteln är hämtad från en uppmärksammad incident under en flygresa till Japan 1988. En medpassagerare ska ha blivit provocerad av Malmsteens beteende och kastat ett glas vatten över honom, på vilket Malmsteen svarade med att skrika, bland mycket annat, "you've released the fucking fury", alltså egentligen inte unleashed.

## Låtlista
1. "Locked & Loaded" - 3:46
2. "Revolution" - 4:17
3. "Cracking the Whip" - 3:50
4. "Winds of War (Invasion)" - 5:05
5. "Crown of Thorns" - 4:24
6. "The Bogeyman" - 3:57
7. "Beauty and a Beast" - 3:18
8. "Fuguetta" - 1:01
9. "Cherokee Warrior" - 5:29
10. "Guardian Angel" - 3:20
11. "Let the Good Times Roll" - 4:03
12. "Revelation (Drinking with the Devil)" - 5:38
13. "Magic and Mayhem" - 4:39
14. "Exile" - 3:52
15. "The Hunt" - 4:20
16. "Russian Roulette" - 4:10
17. "Unleash the Fury" - 5:42
18. "Paraphrase" - 3:49